# Henri Velge
Henri Corneille Rufin Velge (Sint-Lambrechts-Woluwe, 5 mei 1888 - Etterbeek, 15 februari 1951) was een Belgisch rechtsgeleerde.

## Biografie

### Familie
Henri Velge was een zoon van Hypolite Velge en Marie Cornet. Zijn grootvader was Jean-Baptiste Cornet, senator en burgemeester van 's-Gravenbrakel.
Hij trouwde in 1931 in Sint-Lambrechts-Woluwe met Anne-Marie Hooreman (1899-1975), kleindochter van Auguste Hooreman en achterkleindochter van Jean-Baptiste Voortman. Het huwelijk bleef kinderloos.

### Loopbaan
Velge behaalde het diploma van doctor in de rechten aan de Katholieke Universiteit Leuven in 1910. Een jaar later werd hij advocaat aan de balie van Brussel. Hij liep stage bij Henri Carton de Wiart. Deze was van 1911 tot 1918 minister van Justitie en stelde Velge in 1913 als kabinetschef aan. Tijdens de Eerste Wereldoorlog is hij betrokken bij de oprichting van de Caisse d'avances et de prêts, die de weerstand van magistraten en andere intellectuelen financierde. Hij was ook secretaris-generaal van het departement Kinderen van het Nationaal Hulp- en Voedingskomiteit. In die laatste hoedanigheid bereidde hij samen met Henri Jaspar de oprichting van het Nationaal Werk voor Kinderwelzijn voor. Hiervan was hij van 1919 tot 1945 secretaris-generaal. Ook nam hij deel aan de oprichting van de Internationale Vereniging voor de Bescherming van het Kind.
In 1919 behaalde hij ook het diploma van doctor in de politieke en sociale wetenschappen. Het jaar daarop werd hij hoogleraar aan de School voor Politieke en Sociale Wetenschappen van de Leuvense universiteit. In 1924 werd hij hoogleraar aan de rechtsfaculteit. Tevens was hij van 1919 tot 1925 kabinetschef van verschillende katholieke ministers: van 1919 tot 1920 van minister van Economische Zaken Henri Jasper, van 1920 tot 1921 van premier en minister van Binnenlandse Zaken Henri Carton de Wiart en van 1921 tot 1925 van premier en minister van Financiën Georges Theunis. Hij werkte er samen met onder meer Camille Gutt. Van 1921 tot 1925 was hij ook secretaris van de ministerraad.
In 1925 verliet Velge de kabinetswereld en werd hij juridisch adviseur van de Empain-groep onder leiding van Édouard Empain. Ook was hij juridisch raadgever van de Association des patrons et ingénieurs catholiques de Belgique.
Vanaf zijn universitaire studies bestudeerde en verdedigde hij de oprichting van een Raad van State, een bijzonder rechtscollege. Hij was lid van verschillende commissies die uiteindelijk tot de oprichting van de instelling in 1946 leidden. In 1947 was hij kortstondig eerste voorzitter van de Raad van State.
Naast de Raad van State en kinderbescherming is zijn naam verbonden aan de vereenvoudiging en coördinatie van wetten en was hij een van de belangrijkste promotoren van het corporatisme in België.
Velge was ook doctor in kunstgeschiedenis en archeologie en werd in 1935 benoemd tot bestuurder van het Institut d'Histoire de l'art et d'archéologie de Bruxelles, waarvan hij van 1945 tot 1947 ondervoorzitter was. Ook werd hij in 1947 corresponderend lid van de Académie royale de Belgique.